# 吉田克郎
吉田 克郎（よしだ かつろう、1936年〈昭和11年〉4月24日 - ）は、日本の実業家、岩手銘醸会長。元岩手県胆沢郡前沢町（現・奥州市）議会議員（4期）。元プロ野球選手の経歴も持つ。

## 来歴
岩手県胆沢郡前沢町出身。岩手県立水沢高等学校では野球部に所属。1954年の3年生の夏、投手で4番の打順で全国高等学校野球選手権岩手大会に出場したが、チームは敗退し、全国選手権大会出場はならなかった。しかし、179cmの体格からのアンダースローを武器に剛速球を投げることがプロ野球のスカウトの目に留まり、試合後、大洋ホエールズ（現・横浜DeNAベイスターズ）のスカウトが自宅を訪ね、入団を勧められ、その場で快諾。大洋ホエールズへの入団が決まった。岩手県ではプロ野球界入りした高卒ルーキー第一号となった。1955年高校を卒業し、正式に入団。投手となったが、プロには1年在籍しただけで退団。退団後は帰郷し、水沢駒形野球倶楽部に入団。その後、上京し、村田簿記学校（現・東京経営短期大学）に通い、国税庁醸造試験場に勤務した。以後、再び帰郷し、前沢町の酒造会社岩手銘醸に入社、のち同社代表取締役社長、同代表取締役会長となる。
このほか町内では前沢町野球協会会長、同体育協会副会長、同会長、前沢町商工会理事、同副会長、前沢町議会議員などを務めた。また、岩手県酒造組合役員、岩手酒類卸商業協同組合理事、岩手県商工青年部理事、胆江法人会前沢支部副支部長、水沢高等学校同窓会前沢支部長、丸協グループみちのく住宅代表取締役社長、日本プロ野球OB会岩手県代表幹事などを務めた。